# Błędostowo
Błędostowo – wieś w Polsce położona w województwie mazowieckim, w powiecie pułtuskim, w gminie Winnica. Ma status sołectwa.
W skład sołectwa Błędostowo wchodzą także wsie Gatka i Górka Powielińska. Sołectwo na koniec 2023 liczy 278 mieszkańców.
W latach 1975–1998 miejscowość administracyjnie należała do województwa ciechanowskiego.

## Parafia

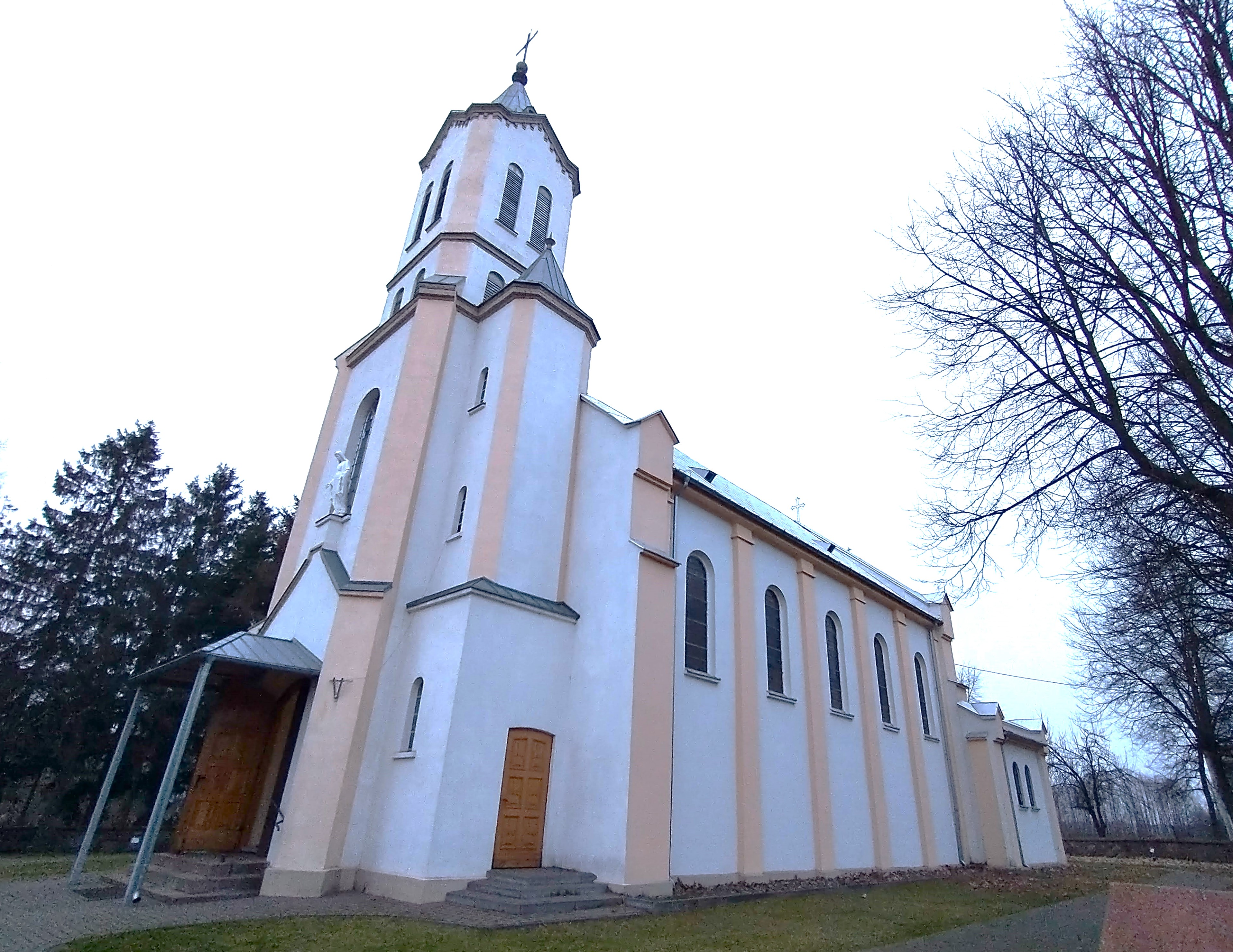
Kościół Nawiedzenia NMP

Wieś jest siedzibą parafii Nawiedzenia NMP w Smogorzewie Pańskim (dekanat serocki, diecezja płocka). W Błędostowie również znajduje się kościół parafialny.
Parafia Smogorzewo powstała przed r. 1436. Obecny kościół pochodzi z XIX w.
Do parafii należą miejscowości: Białe Błoto, Błędostowo, Budy Ciepielińskie, Ciepielin, Dąbrowa, Gatka, Kantor, Łosewo, Powielin, Smogorzewo Pańskie, Smogorzewo Włościańskie, Zalesie.
W parafii działają: Akcja Katolicka, Rada Duszpastersko-Gospodarcza, Koła Żywego Różańca, asysta procesyjna, grupa ministrantów, schola. Parafia liczy 770 osób. 